# Přátelské utkání
Přátelské utkání (také známé jako přípravné utkání či exhibice) je sportovní událost, kde většinou nejsou stanoveny odměny za vítězství, dopad na hráče či tým a jejich postavení v žebříčku je buď nulový, nebo značně snížený (např. se nepočítají žluté a červené karty). V kolektivních sportech jsou zápasy tohoto typu často využívány trenéry a manažery k výběru sestavy a hráčů dle jejich aktuální formy a sehranosti. Pokud hráči hrají v různých ligových soutěžích, přátelské utkání jim umožňuje sehrát se s týmovými kolegy např. pro utkání na mezinárodní úrovni nebo turnaje a poháry. Přátelská utkání mohou být konána mezi jednotlivými týmy, nebo i mezi částmi stejného týmu, např. A týmem a B týmem, či juniorským týmem. Přátelská utkání jsou typickou přípravou např. ve fotbale během zimní či letní přestávky.
Na rozdíl o ligových či jiných soutěžních zápasů bývají u přátelských utkání stanovena jiná pravidla. Např. bývá umožněno střídání více hráčů (klidně i celá základní sestava – typicky v poločase utkání). Vzhledem k povaze utkání bývají často i rozhodčí (sudí) zdrženlivější při svých výrocích.